# نیمه‌گوشت‌خوار

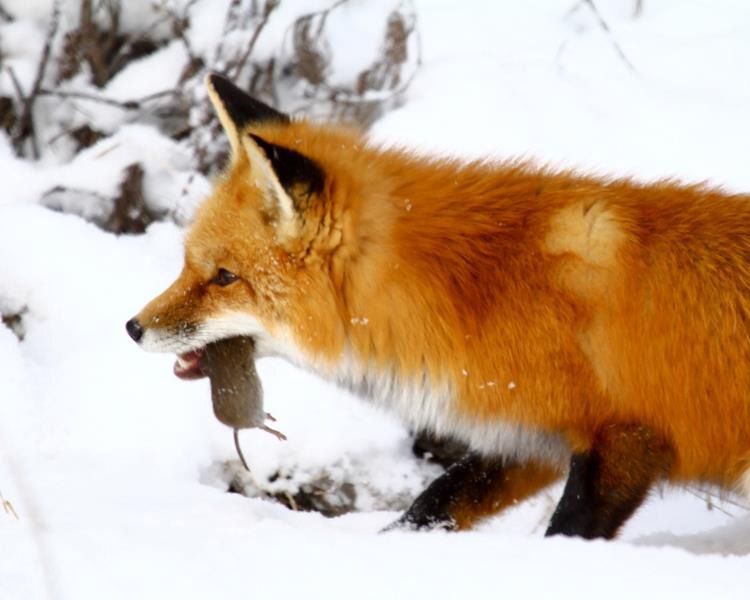
یک روباه قرمز (Vulpes vulpes) در حال خوردن یک جونده- یک نمونه از نیمه‌گوشت‌خوار.

نیمه‌گوشت‌خوار (به انگلیسی: Mesocarnovore)، جانوری است که رژیم غذایی آن شامل ۵۰ تا ۷۰ درصد گوشت است که شامل حشرات، قارچ‌ها، میوه‌ها، مواد گیاهی دیگر و هر غذایی است که برای آن‌ها در دسترس است. نیمه‌گوشت‌خوار از گروه بزرگ پستانداران هستند و از اندازه کوچک تا متوسط فرق دارند که کم‌تر از ۱۵ کیلوگرم است. نیمه‌گوشت‌خواران امروزه در میان سگان (کایوت‌ها، روباه‌ها)، گربه‌زبادان، خرسکیان، گندراسوها و برخی دیگر دیده می‌شوند. روباه قرمز دوست‌داشتنی‌ترین روباه در اروپا است و تراکم جمعیت بالایی در مناطقی دارد که در آن ساکن هستند.
در آمریکای شمالی، برخی از نیمه‌گوشت‌خوارها مانند سمور آبی، سیاه‌گوش یا سمور، در خطر شکار برای پوست‌شان هستند. این امر منجر به تلاش‌هایی برای کمک به حفاظت و نگiداری محیط‌زیست در منطقه شده‌است.
این جانوران نقش اساسی در عملکرد و سیستم اکوسیستم بازی می‌کنند چون شکارچیان راس را حذف می‌کنند. مؤسسه علوم زیستی آمریکا بیان می‌کند که با توجه به این واقعیت که نیمه‌گوشت‌خواران کوچک‌تر از گوشت‌خواران بزرگ هستند، آن‌ها فراوان‌تر هستند و بنابراین تنوع گونه‌ای زیستی دارند. نیمه‌گوشت‌خوارها به سبب اندازه کوچک‌تر خود، نقشی در اکوسیستم پراکنده کردن دانه‌ها در فضاهای باز و نیز ساختار جامعه را ایفا می‌کنند. نیمه‌گوشت‌خواران در مقایسه با گوشت‌خواران بزرگ در رفتار و بوم‌شناسی، از خلوت‌گرا تا شدت اجتماعی، بسیار متنوع هستند. تنوع آن‌ها و اندازه کوچک آن‌ها به آن‌ها این امکان را می‌دهد که در گستره‌ای از زیستگاه‌های بیشتر از جانوران گوشت‌خواران بزرگ دوام بیاورند. جمعیت این گوشت‌خواران کوچک‌تر هم‌زمانی که حضور یک گوشت‌خوار بزرگ‌تر کم شود، افزایش می‌یابد. این موضوع به عنوان انتشار نیمه‌گوشت‌خواران شناخته می‌شود. براساس سرویس پارک ملی، "انتشار نیمه‌گوشت‌خوار" به عنوان "expansi" تعریف می‌شود. یکی از اثرات این امر این است که این نیمه‌گوشت‌خواران می‌توانند به عنوان زباله مردارخوار که لاشه جانوران مرده را که توسط انسان‌ها در مناطق شهری دور ریخته می‌شوند، اعمال کنند. زیستگاه نیمه‌گوشت‌خواران به سبب شهرنشینی، که منجر به پراکنده شدن و خردشدن زیستگاه می‌شود، تغییر کرده‌است که منجر به نابودی زیستگاه جانوران می‌شود.